# Maina (Magdala)

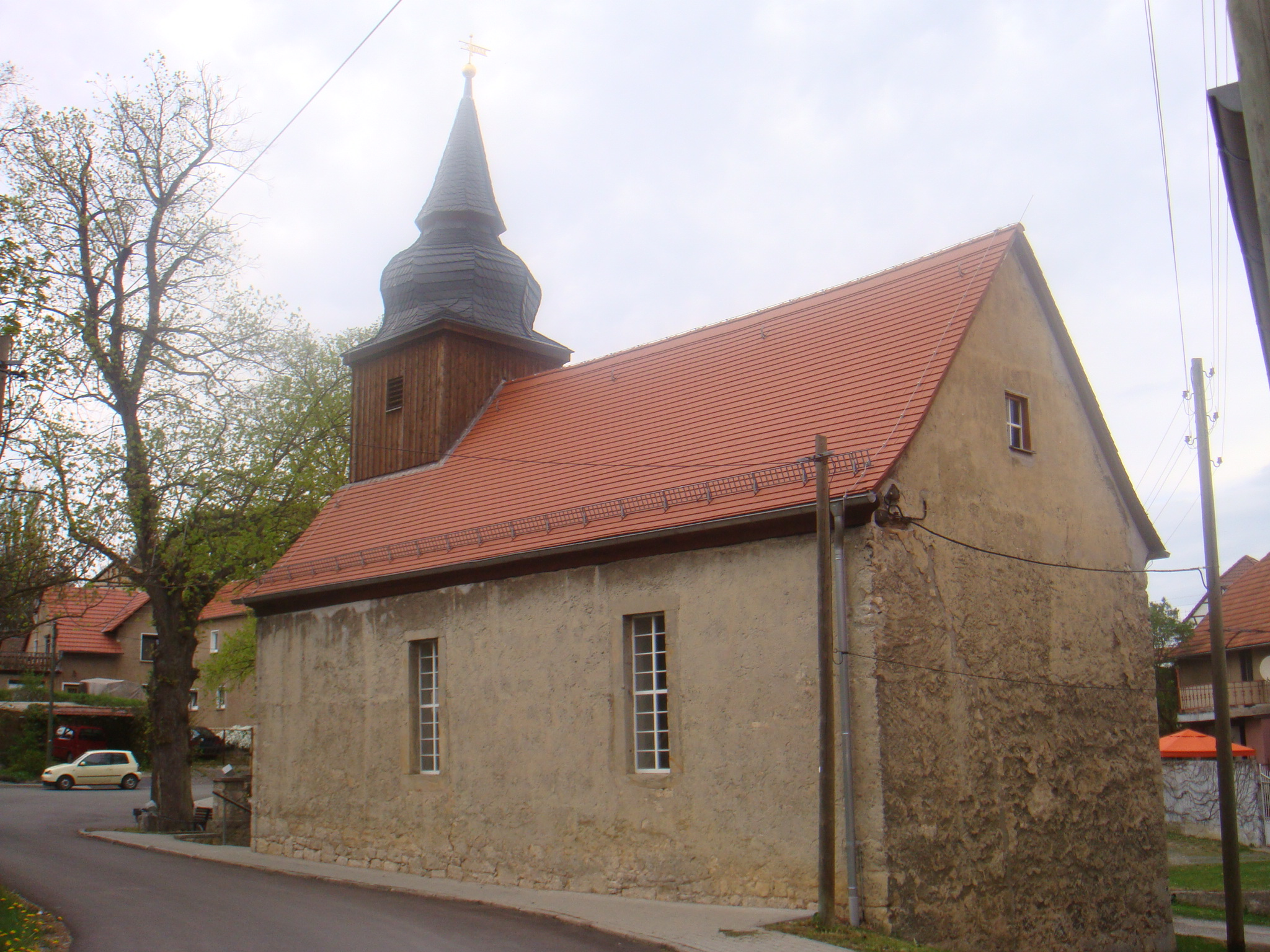
Evangelische Kirche

Maina ist ein Ortsteil der Stadt Magdala im Landkreis Weimarer Land in Thüringen.

## Geografie
Das Dörfchen Maina liegt südlich der Bundesautobahn 4 zwischen Weimar und Jena. Die Gemarkung des Ortes liegt am Rande des Magdalaer Grabens und geht Richtung Mechelroda zum kargen Boden der Saale-Ilm-Kalksteinplatte über. Die verkehrsmäßige Anbindung in die Ferne ist mit der nahen Anschlussstelle Magdala  an die Bundesautobahn 4 gegeben.

## Geschichte
Bereits am 28. Oktober 1285 war die urkundliche Ersterwähnung des Dorfes.